# Отто Гоманн
Отто Гоманн (нім. Otto Hohmann; 1 квітня 1910, Альтенбург — 1 грудня 1994) — німецький офіцер-підводник, оберлейтенант-цур-зее резерву крігсмаріне.

## Біографія
В 1937 році вступив на флот. З травня 1940 по квітень 1941 року — боцман і вахтовий офіцер на кораблі «Вега». З 1 березня по 7 серпня 1943 року пройшов курс підводника, 8-31 серпня — курс позиціонування (радіовимірювання), 1-15 вересня — тактичну підготовку, з 16 вересня по 15 жовтня — курс командира підводного човна. 26 жовтня 1943 року переданий в розпорядження 8-ї флотилії для проходження командирської практики. 15 грудня 1943 року направлений на будівництво підводного човна U-1301. З 29 січня по 17 липня 1944 року — командир U-298. 18 липня 1944 року направлений на вивчення будови човнів типу XXI, у вересні — на будівництво U-2526. З 15 грудня 1944 року — командир U-2526. 2 травня 1945 року наказав затопити човен в рамках операції «Регенбоген». 8 травня 1945 року взятий в полон британськими військами. 29 серпня 1945 року звільнений.

## Звання
- Рекрут (1937)
- Оберматрос резерву (27 листопада 1937)
- Матрос-єфрейтор резерву (1 квітня 1938)
- Боцмансмат резерву (24 листопада 1938)
- Боцман резерву (1 травня 1940)
- Лейтенант-цур-зее резерву (1 січня 1941)
- Оберлейтенант-цур-зее резерву (1 грудня 1942)

## Нагороди
- Залізний хрест
  - 2-го класу (12 вересня 1940)
  - 1-го класу (5 грудня 1941)
- Нагрудний знак мінних тральщиків (18 квітня 1941)